# Ansaldo S.V.A.
Los biplanos Ansaldo S.V.A. (llamados así por los apellidos de los dos creadores, Umberto Savoja y Rodolfo Verduzio, y el nombre de la compañía constructora Ansaldo) pertenecían a una familia de aviones italianos de reconocimiento utilizados durante la Primera Guerra Mundial y la década posterior. Originalmente concebido como un avión de caza, el primer avión de producción designado S.V.A. 4 se demostró inadecuado para el papel que había sido concebido dada su escasa maniobrabilidad. Sin embargo, su ,alcance, techo operacional; su impresionante velocidad, una de las más rápidas (si no la más rápida), de todos los aviones de combate de los Aliados en la Primera Guerra Mundial, le dio las propiedades adecuadas para ser un excelente avión de reconocimiento e incluso bombardero ligero. La producción de la aeronave continuó mucho después de la guerra, con las últimas unidades entregadas en 1928.

## Desarrollo y diseño
A principios de 1916 los ingenieros U. Savoja y R. Verduzio, con la colaboración de Celestino Rosatelli iniciaron el proyecto de un caza biplano impulsado por el motor S.P.A. 6A de 220 cv. En el otoño de ese año el Ministerio de la Guerra italiano aprobó el diseño y encargo a la firma Giovanni Ansaldo de Génova la construcción de prototipos en una parte de sus talleres que fueron destinados a tal cometido. De este modo el S.V. se convirtió en S.V.A., volando el primer aparato el 19 de marzo de 1917. 
El primer avión de producción SVA 4 demostró ser rápido, pero adolecía de defectos de maniobrabilidad que aconsejaban no ser adecuado para el combate con cazas enemigos, por lo que se decidió que este modelo fuera utilizado por las unidades de reconocimiento. A principios de 1918 la producción de este modelo se simultaneó con el SVA 5; dicha versión disponía de espacio para transportar bombas y la capacidad de combustible incrementada para mantenerse en vuelo seis horas, a diferencia del SVA 4 que solo podía hacerlo durante cuatro y al que se equipó con una cámara fotográfica. Paralelamente entró en servicio el SVA 3, modelo de envergadura reducida y que se proyectó como caza de interceptación. Además se fabricaron 50 ejemplares de una versión Hidro desarrollado en colaboración con Alessandro Guidoni, el Idro-SVA con dos flotadores, el cual no fue muy bien aceptado. Sin embargo, las versiones biplaza SVA 9 y SVA 10, de entrenamiento con doble mando y bombardeo/reconocimiento respectivamente fueron muy apreciadas cuando entraron en servicio y a partir de 1918 fueron entregados un gran número.
El SVA era un biplano convencional con los puntales interplanos en diagonal tipo Warren Truss, y por lo tanto no tenía cables de sujeción transversales (spanwise). El fuselaje de madera terciada era de sección triangular a partir de la parte de atrás de la cabina, con transición a una sección transversal rectangular a partir de la parte delantera de la cabina trasera.

## Uso operacional
La primera serie de SVA fue para dotar a la 1.ª  Sección SVA de Ponte San Pietro , siendo empleando inicialmente en tareas de reconocimiento. El paulatino aumento de confianza de los pilotos en la aeronave los llevó también a utilizarlo en el papel de caza. Con la llegada del SVA 5, se empezó a utilizar también como bombardero. El 28 de febrero de 1918, un grupo de cuatro SVA, atacó el nudo ferroviario de Innsbruck; tres aviones bombardearon (6 bombas de 25 kg) y ametrallaron el objetivo, mientras que el cuarto avión, hizo una encuesta fotográfica.
La unidad más conocida en emplear los SVA fue la 87.ª Squadriglia La Serenissima entre cuyas misiones destacan el reconocimiento fotográfico realizado por dos aparatos de Friedrichshafen y el Lago Constanza .
El vuelo en formación más famoso tuvo lugar inspirado por el aviador y poeta Gabriele D'Annunzio, llevado a cabo el 9 de agosto de 1918, por 8 aparatos; desde San Pelagio, volaron hasta Viena y durante 30 minutos sobrevolaron la capital enemiga, tomando fotografías y lanzando octavillas, antes de regresar sin novedad.
La Real Fuerza Aérea recibió los últimos ejemplares en 1928, más de 10 años después del inicio de la producción. Uno de los últimos usos operacionales fue en Libia, donde permaneció en servicio hasta 1930, aunque en tareas de segunda línea, como el servicio postal y tareas cartográficas.

## Variantes
- SVA.1 — único prototipo
- SVA.2 — 65 aviones producidos
- Idro-SVA —  versión equipada con dos flotadores tubulares. 50 construidos para la Regia Marina
- SVA.3 — AER-construyó SVA.4
- SVA.3 Ridotto ('reducido') — proyectado como caza de intercepción anti-zepelín. Algunos fueron equipados con una ametralladora de tiro oblicuo
- SVA.4 — primera versión con producción más importante. Se elimina la ametralladora Vickers para ahorrar peso para la cámara fotográfica
- SVA.5 — versión de producción definitiva
- SVA.6 — prototipo de la versión bombardero
- SVA.8 — un solo prototipo, de naturaleza poco clara
- SVA.9 — versión biplaza de entrenamiento con doble mando, con alas más grandes
- SVA.10 — versión biplaza de bombardeo y reconocimiento armado, con motor Isotta-Fraschini de 250 hp y equipada con ametralladoras sincronizadas y una ametralladora Lewis montada sobre afuste flexible en la parte trasera de la cabina

## Usuarios
Además de Italia, donde la Real Fuerza Aérea recibió los últimos SVA en 1928, el Ansaldo SVA tuvo otros 12 operadores: Argentina, Brasil, España (12 SVA.10), Estados Unidos, Francia, Letonia, Lituania, Países Bajos, Perú, Polonia, la URSS y Uruguay. En total, estos países adquirieron alrededor de 100 unidades.

## Especificaciones (SVA.5)

### Características generales
- Tripulación: 1
- Longitud: 8,1 m (26,6 ft)
- Envergadura: 9,1 m (29,9 ft)
- Altura: 2,7 m (8,7 ft)
- Superficie alar: 24,2 m² (260,5 ft²)
- Peso vacío: 680 kg (1498,7 lb)
- Peso máximo al despegue: 1050 kg (2314,2 lb)
- Planta motriz:   . cada uno.

### Rendimiento
- Velocidad nunca excedida (Vne): 230 km/h (143 MPH; 124 kt)
- Techo de vuelo: 6000 m (19 685 ft)

### Armamento
- Ametralladoras: 2× ametralladoras Vickers de 7,70 mm, sincronizadas
- Bombas: Hasta 90 kg de bombas.

## Galería

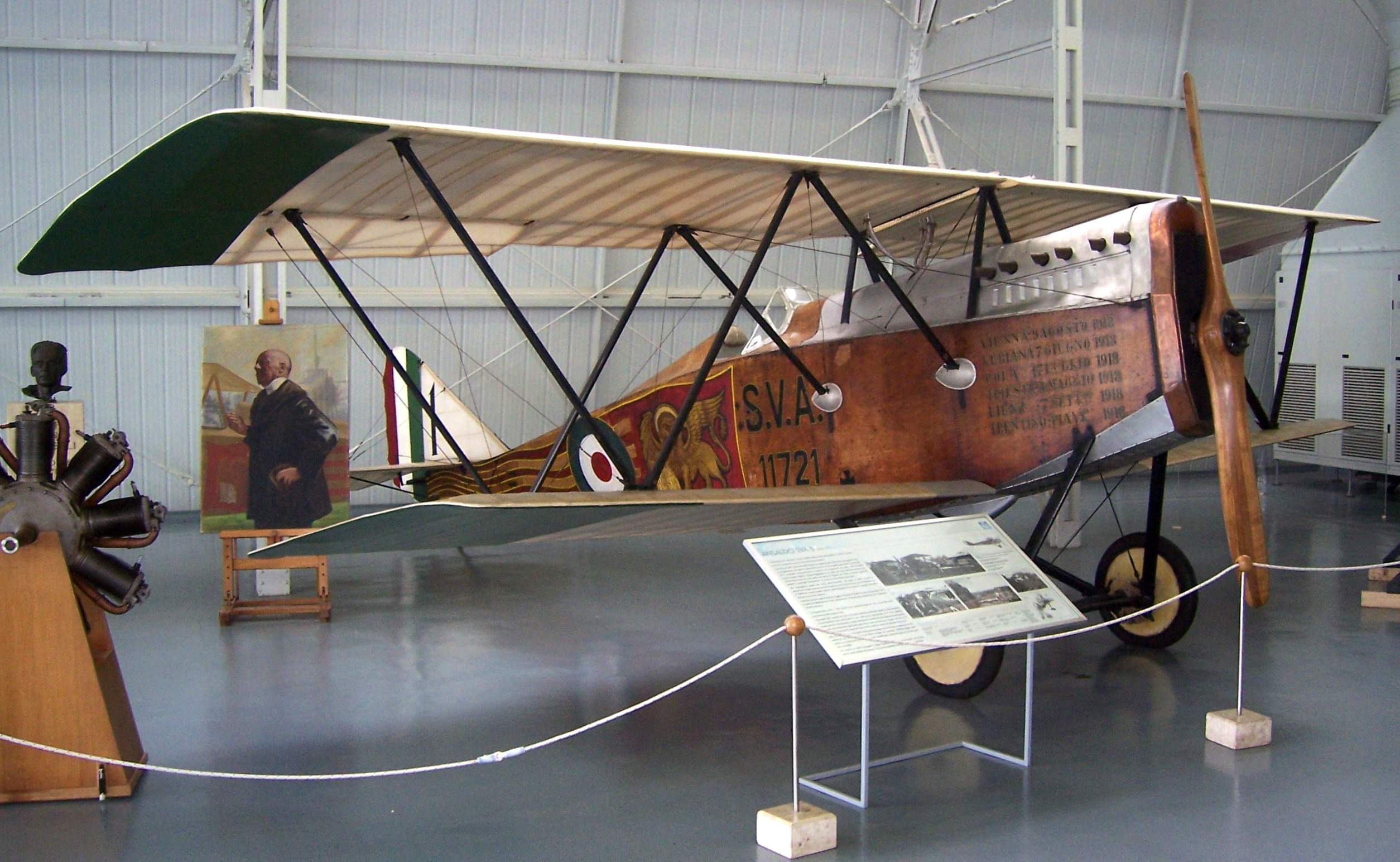
SVA.5 del mayor Granzarolo Giordano Bruno, que participó en el vuelo de Viena, en el Museo Histórico de la Fuerza Aérea en Vigna di Valle.
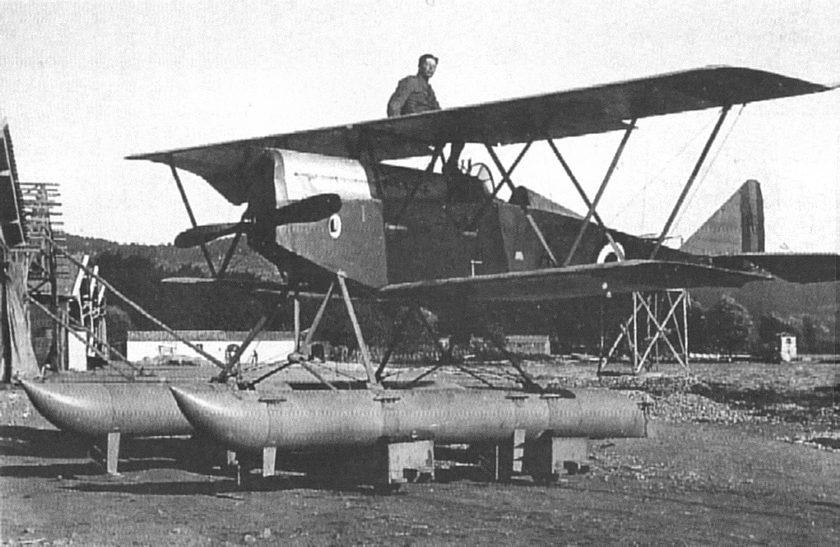
Ansaldo idro-SVA (hacia 1918).
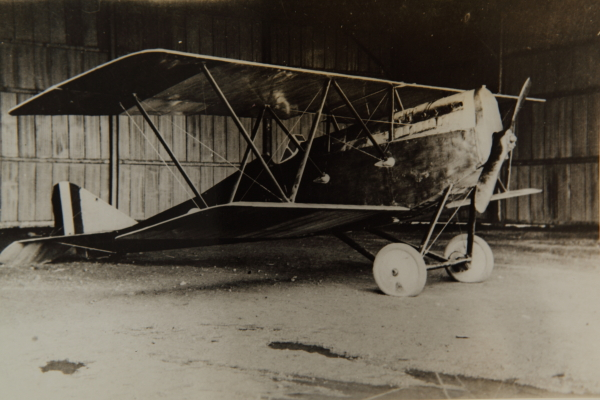
Ansaldo SVA.9.
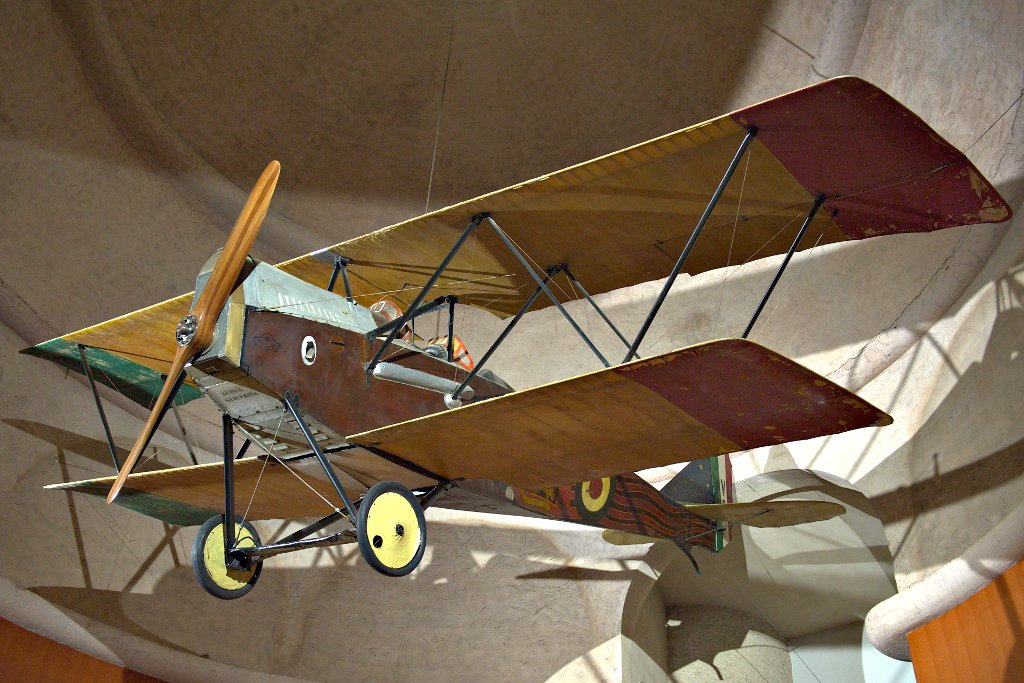
El SVA utilizado por Gabriele D'Annunzio en su vuelo sobre Viena en agosto de 1918.
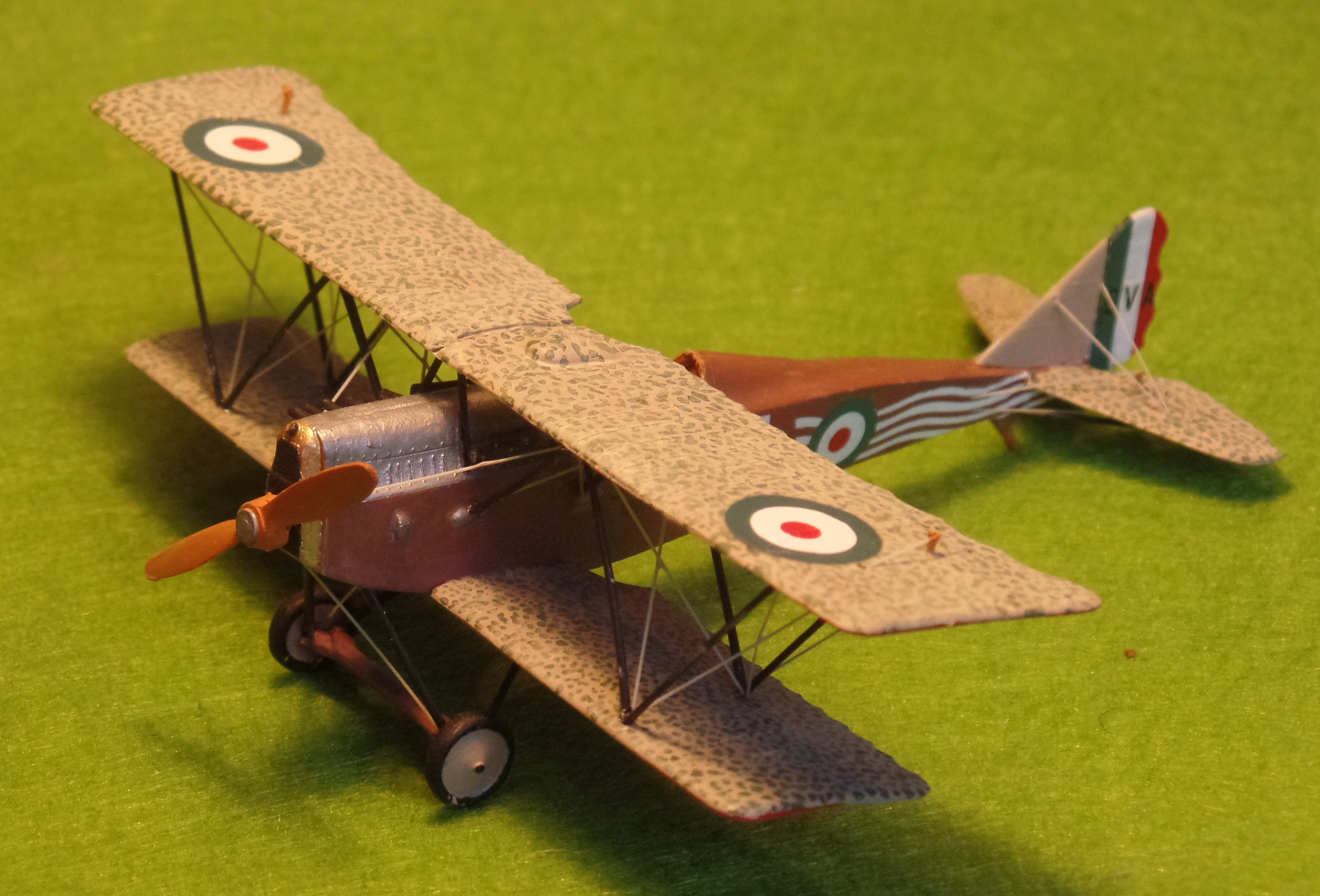
Modelo a escala de un SVA.5 de la 87 Squadriglia Ricognizione La Serenissima.
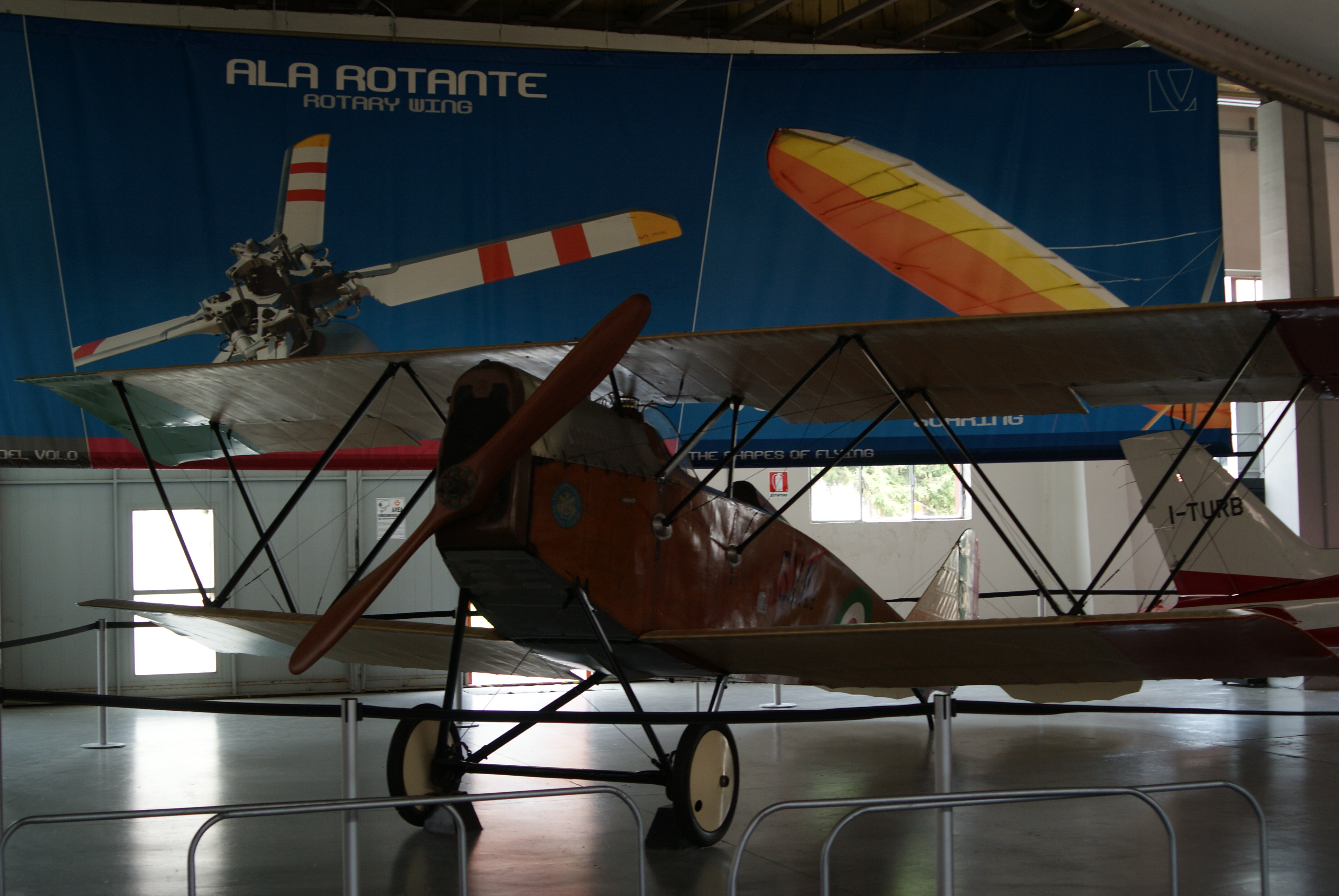
SVA expuesto en Volandia, Malpensa.